# Quartier Nord - Saint-Martin
Pour les articles homonymes, voir Saint-Martin et Quartier Saint-Martin.
 (avril 2016).
Si vous disposez d'ouvrages ou d'articles de référence ou si vous connaissez des sites web de qualité traitant du thème abordé ici, merci de compléter l'article en donnant les références utiles à sa vérifiabilité et en les liant à la section « Notes et références ».
Le quartier Nord - Saint-Martin est un quartier de la ville de Rennes situé au Nord du centre-ville de Rennes. Il s’articule sur le canal du même nom.
Comme tout quartier rennais, il est divisé en sous-quartiers :
- Saint-Martin
- ZA Nord

## Situation
|                                                                | Saint-Grégoire               |                                                           |
| Rennes, Quartier Villejean - Beauregard                        | Quartier Nord - Saint-Martin | Rennes, quartier Maurepas - Patton                        |
| Rennes, Quartier Bourg-l'Évesque - la Touche - Moulin du Comte | Rennes, Quartier Centre      | Rennes , quartier Thabor - Saint-Hélier - Alphonse Guérin |

## Saint-Martin
Il s'agit d'une zone à dominante résidentielle s'articulant autour de la rue de Saint-Malo, de l'avenue Gros Malhon, et bien sûr du canal Saint-Martin. La limite sud suit l'avenue du 41e RI, limite avec le quartier de La Touche, où se situe également la station de métro Anatole France. La limite nord est située aux environs du boulevard des Trois-Croix mais les limites officielles du quartier incluent néanmoins un prolongement le long de la rue de Saint-Malo, quasiment enclavé entre le quartier de Beauregard et la ZA Nord. Sur cette zone on trouve une urbanisation de plus longue date : rue Victor Boner et Louis Jobin, principalement. Auparavant, la rue Baderot desservait également une cité d'urgence construite après la seconde guerre mondiale et détruite en 2007 afin d'aménager le quartier de Beauregard. Ainsi les limites officielles du quartier incluent au nord des opérations qui font partie de la zone d'aménagement concertée de Beauregard, autour de la rue Gabriel Germain notamment.
Mises à part ces opérations, le quartier de Saint-Martin n'a pas connu d'évolutions majeures ces dernières années, mais il devrait en être autrement, par deux chantiers significatifs. En effet, le périmètre du quartier inclut les prairies Saint-Martin, un quartier fantôme où subsistent encore quelques habitations et quelques bâtiments industriels désaffectés (ZI Trublet), séparées du reste du quartier par le canal éponyme. Cette zone doit voir émerger vers 2021 un vaste parc, les prairies étant identifiées comme un poumon vert.
Le deuxième quartier concerne l'autre rive du canal : la ZAC Plaisance, avec la création de logements sur la rive ouest du canal, à proximité du cimetière du Nord. Le nom provient de la rue de Plaisance, qui longe une partie du mur d'enceinte du cimetière du Nord et qui donne accès à des terrains où subsistent quelques maisons, au bord du canal. D'une superficie de 6,5 hectares, cette zone doit à terme voir apparaître 200 logements, façon village de pêcheur. Tout comme les ZAC Baud-Chardonnet et Îlot de l'Octroi, dans d'autres quartiers de Rennes, le but est de mettre en valeur les cours d'eau, que l'on a dans le passé plutôt cherché à dissimuler. Le programme cherche à proposer une densité d'habitation modérée, avec des immeubles de petite taille et un certain nombre de jardins privés. Ce nouvel ensemble sera ainsi orienté majoritairement face au canal et relié aux prairies Saint-Martin par une passerelle sur l'autre rive, ainsi qu'au quartier de la Motte-Brûlon, de l'autre côté de l'Ille.
Saint-Martin est desservi par la ligne C1 sur le boulevard de Verdun, et par la ligne 12 sur la rue de Saint-Malo. Les deux lignes empruntent ensuite l'avenue Gros Malhon.

### Commerces et équipements
- Maison de quartier Nord Saint-Martin
- Prairies Saint-Martin
- Groupe scolaire Joseph Lotte
- Crèche Melba
- École supérieure du professorat et de l'éducation (ESPE)
- Cimetière du Nord
- Canal Saint-Martin
- Rivière l'Ille

### Événement
- La Braderie du Canal Saint-Martin a lieu à chaque année le troisième dimanche du mois de septembre. Elle est considérée comme la deuxième braderie de France par sa taille derrière la braderie de Lille[5].

École Supérieure du Professorat et de l'Éducation
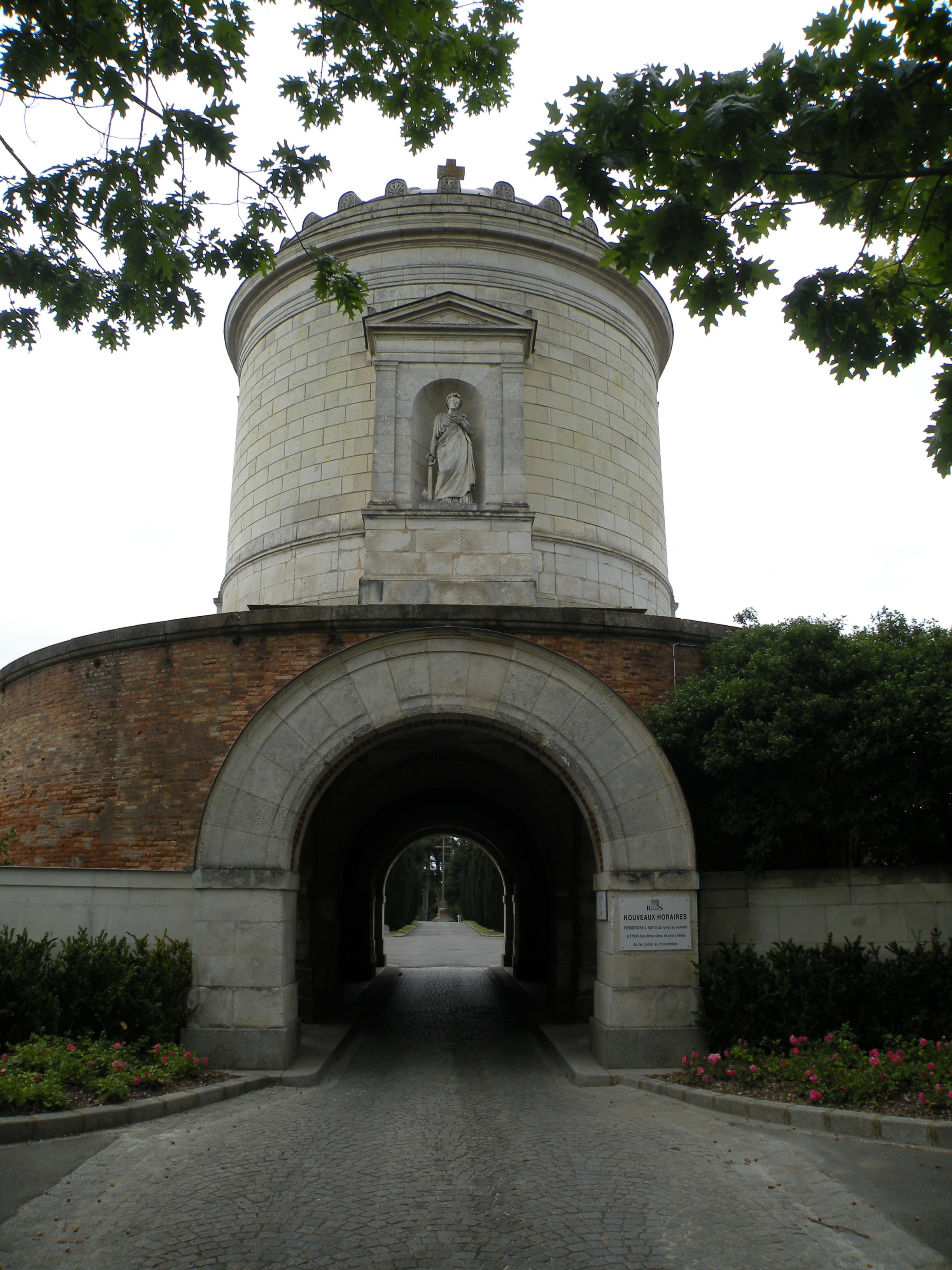
Entrée du cimetière du Nord
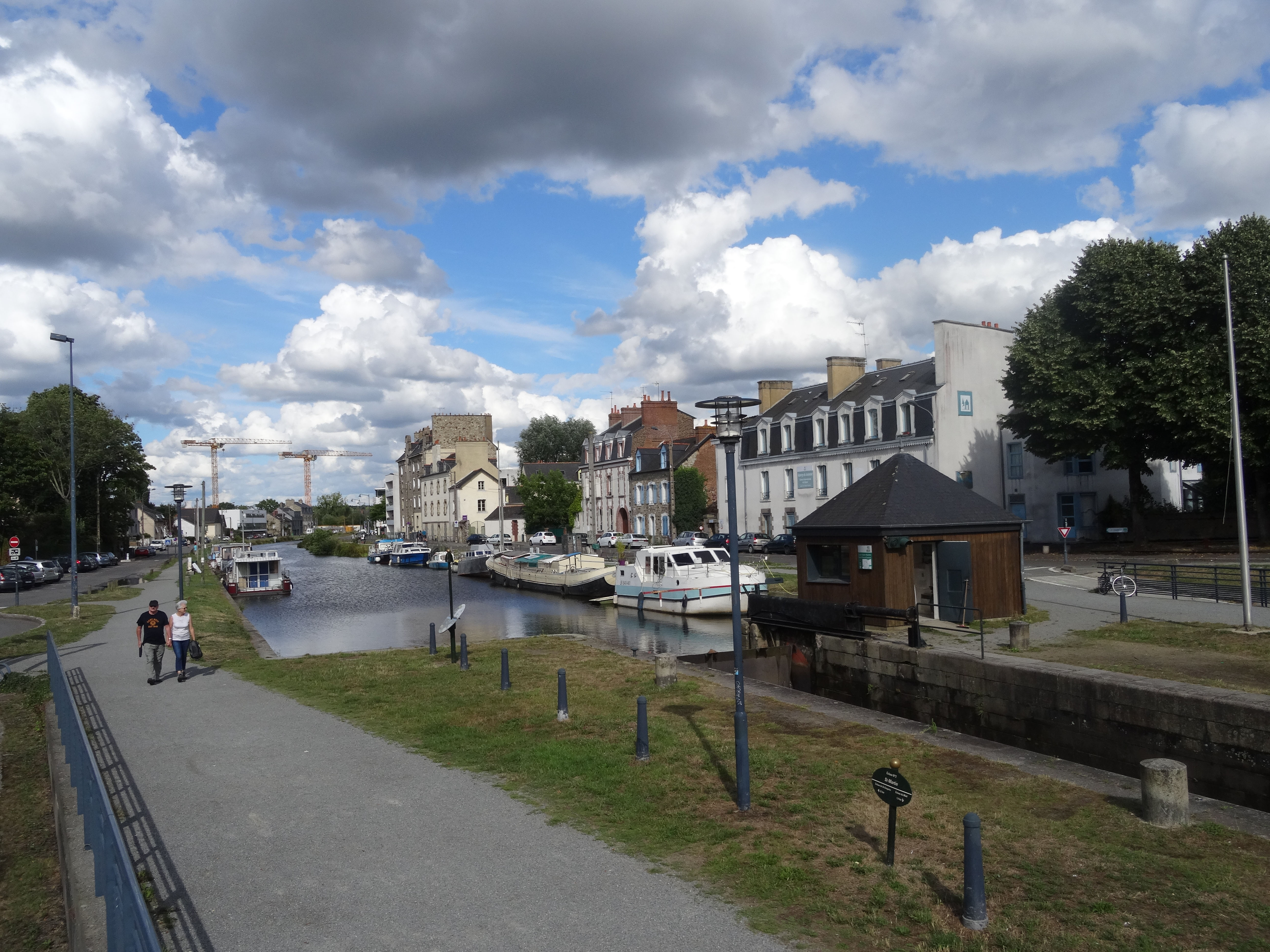
Écluse Saint-Martin

### Voies principales
- avenue Gros Malhon
- rue de Saint-Malo
- boulevard des Trois Croix
- boulevard de Verdun

## ZA Nord
Aussi appelée zone industrielle de Saint-Grégoire, elle est implantée dans un site rural initialement occupé par quelques fermes. Elle est structurée par des réseaux de communication pénétrants : l’Ille, qui constitue sa limite est canalisée vers 1832, l'ancienne route de Saint-Malo, qui constitue sa limite ouest (actuellement boulevard de la Robiquette) et enfin l'ancienne route de Saint-Grégoire (actuellement avenue de Gros-Malhon).
Cette zone de près de 60 hectares, est restée rurale jusqu'au développement de la zone industrielle qui débute en 1965, au niveau de la Donelière et des Trois-Fontaines, puis, dans les années soixante-dix, au-delà de l'ancienne route de Saint-Grégoire, jusqu'au canal. Le développement des centres commerciaux, dans les années soixante-dix, va modifier les types d'activité de la zone industrielle. Aujourd'hui en effet, la zone est autant une zone commerciale qu'une zone industrielle.
La ZA Nord est desservie par les lignes C1, 12 et 14 sur l'avenue Gros Malhon.

### Commerces et équipements
- Lycée Pierre Mendès-France

### Voies principales
- rue Bahon Rault
- avenue Gros Malhon
- rue de Saint-Malo